# Plan for Establishing Uniformity in the Coinage, Weights, and Measures of the United States
Plan for Establishing Uniformity in the Coinage, Weights, and Measures of the United States (in italiano Piano per stabilire l'uniformità di monete, pesi e misure degli Stati Uniti) fu un rapporto presentato alla Camera dei Rappresentanti degli Stati Uniti il 13 luglio 1790 dal Segretario di Stato Thomas Jefferson.
Durante il Primo Congresso degli Stati Uniti, che si riunì nel 1789 quando il sistema metrico decimale non era ancora stato sviluppato in Francia, il sistema di unità da utilizzare negli Stati Uniti fu uno dei punti di discussione. Secondo la Costituzione (articolo I, sezione 8), il Congresso ha il diritto costituzionale di decidere su uno standard di pesi e misure. L'8 gennaio 1790, George Washington sollecitò il Congresso ad affrontare la necessità di un sistema uniforme di pesi e misure, e il 15 gennaio 1790, la Camera dei Rappresentanti chiese a Thomas Jefferson di elaborare un piano.
Il dollaro decimale era già stato concordato in linea di principio nel 1785, ma non sarebbe stato implementato fino all'approvazione del Coinage Act del 1792. Dopo la corrispondenza con William Waring e altri, a metà del 1790 Jefferson propose due sistemi di unità. Il primo era evolutivo e si basava sul raffinamento delle definizioni delle unità del sistema inglese esistente, nonché sulla semplificazione del loro rapporto reciproco. Il secondo sistema era rivoluzionario e si basava su unità collegate da potenze di dieci, molto simile al sistema metrico decimale che sarebbe stato proposto in Francia. Le unità di base per lunghezza, massa e volume nel sistema rivoluzionario di Jefferson (denominate rispettivamente piede, oncia e staio) erano di dimensioni relativamente vicine alle loro controparti preesistenti e portavano nomi identici, sebbene il modo in cui erano definite fosse molto diverso.
La proposta di Jefferson è stata il primo sistema di pesi e misure decimale concepito su base scientifica al mondo.